# Elie Mechantaf
Elie Mechantaf, libanesisk basketspelare född 5 oktober 1970. Han spelar i laget Champville och spelade tidigare i ett av Asiens mest framgångsrika klubblag, Club Sagesse.
Elie Mechantaf har länge varit lagkapten för det libanesiska landslaget och var stjärnan när han förde Libanon till VM-slutspel i USA 2002. Elie Mechantaf har provspelat för bland annat Orlando Magic i NBA tillsammans med Rony Seikale. Han spelar med nummer 13 på ryggen och spelar "shooting guard" eller "small forward". Längd 195 cm. Han är en av Libanons bästa basketspelare genom tiderna och flera gånger en av Asiens bästa.